# Ramon Azeez
Ramon Olamilekan Azeez (Abuja, 12 december 1992) is een Nigeriaans voetballer die doorgaans als centrale middenvelder speelt.  Azeez debuteerde in 2014 in het Nigeriaans voetbalelftal.

## Clubcarrière
Azeez kreeg zijn voetbalopleiding in Nigeria in de Future Pro Academy. In 2010 bereikte hij een overeenkomst met UD Almería, echter moest hij tot juli 2011 wachten op de definitieve transfer. Op 17 augustus 2012 debuteerde de middenvelder voor Almería in de Segunda División A tegen FC Barcelona B. Gedurende het seizoen 2012-13 kwam hij slechts tot twee competitieduels in het shirt van Almería. De ploeg kon dankzij de play-offs een plaats afdwingen op het hoogste niveau van het Spaans voetbal. Op 28 juni 2013 werd Azeez definitief bij het eerste elftal gehaald, dat de promotie naar de Primera División mocht vieren. Op 30 augustus 2013 debuteerde hij in de Primera División tegen mede-promovendus Elche CF. Op 21 december 2013 scoorde hij zijn eerste doelpunt voor Almería tegen Real Betis.  Tijdens de twee seizoenen dat hij bij de ploeg uit Andalusië in de Primera Division speelde, zou hij twee doelpunten scoren uit vierenveertig wedstrijden.  Na de degradatie volgde hij vanaf seizoen 2015/16 de ploeg naar de Segunda División A.  Tijdens dit eerste seizoen zou hij meer in de B-ploeg optreden dan in de A-ploeg, waarna hij tijdens het seizoen 2016/17 zijn plaats bij de eerste ploeg weer opeiste.
Vanaf seizoen 2017/18 kwam hij terecht bij reeksgenoot CD Lugo.  Hij werd er al snel een basisspeler en zou er anderhalf seizoen blijven.
Hij verruilde CD Lugo in januari 2019 voor reeksgenoot Granada CF.  Samen met deze ploeg werk hij vice-kampioen van seizoen 2018/19 en speelde zo van seizoen 2019/20 weer op het hoogste Spaanse niveau.  Tijdens dit eerste seizoen zou hij twee doelpunten scoren uit vijfentwintig optredens.  De heenronde van seizoen 2020/21 verliep moeizamer en de speler kwam maar tweemaal in actie. Tijdens het laatste uur van de wintertransfer periode, 1 februari 2021, werd bekend dat hij tot het einde van het seizoen door Granada CF uitgeleend werd aan FC Cartagena.  De ploeg was op het einde van het vorige seizoen naar de Segunda División A gepromoveerd en bevond zich bij zijn komst op de voorlaatste plaats. Het volgende weekend, tijdens de thuiswedstrijd tegen Real Oviedo, maakte hij reeds zijn debuut toen hij tijdens 66ste minuut publiekslieveling Elady Zorilla verving.  Hij kon echter helemaal niet overtuigen en daarom moest hij einde seizoen terugkeren naar zijn moederclub.  Tijdens seizoen 2021-2022 maakte Granada duidelijk dat er geen plaats voor hem was, maar hij wilde niet luisteren.  Daarom ontbond de Andalusische ploeg zijn contract op 31 augustus 2021.

## Interlandcarrière
Op 3 februari 2014 kreeg Azeez een uitnodiging van Nigeriaans bondscoach Stephen Keshi voor een oefeninterland tussen Nigeria en Mexico. Op 5 maart 2014 debuteerde Azeez tegen de Mexicanen. Hij werd tijdens de rust ingebracht voor Michael Uchebo en speelde de volledige tweede helft in het Georgia Dome in Atlanta.
Hij behoorde tot het elftal dat participeerde aan het Wereldkampioenschap voetbal 2014.  De ploeg werd tweede in de groepsreeks en werd tijdens de achtste finale uitgeschakeld door Frankrijk.